# De Italiaanse
De Italiaanse (Frans: L'Italienne), ook bekend als Portret van een vrouw met anjers, is een schilderij van Vincent van Gogh uit 1887. Sinds 1986 maakt het deel uit van de collectie van het Musée d'Orsay in Parijs.

## Voorstelling
De vrouw op schilderij is vermoedelijk Agostina Segatori, een voormalig model en eigenaresse van Café du Tambourin aan de Boulevard de Clichy. Van Gogh kwam vaak in dit etablissement en stelde er zijn schilderijen tentoon. Een paar maanden voordat hij dit portret schilderde, had hij een korte romantische relatie met Segatori. In die periode had hij haar al een keer geportretteerd. Op dit schilderij, In het café: Agostina Segatori in Le Tambourin, zijn op de achtergrond de Japanse prenten te zien die de schilder verzameld had en in het cafe exposeerde. 
De vrouw is frontaal geschilderd, gekleed in volkskleding en met een rode sjaal op haar hoofd, die haar zwarte haar gedeeltelijk bedekt. Ze zit op een blauwe stoel, waarvan achter haar alleen een hoek te zien is. De grote invloed die de de Japanse kunst op de schilder uitoefende, komt naar voren in de decoratieve stroken boven en rechts, die de draden moeten voorstellen waarmee het doek is vastgemaakt, en de twee dimensionale weergave zonder perspectief en schaduw. Met de monochrome achtergrond probeerde Van Gogh het papier waarop de Japanse prenten gedrukt waren te imiteren. Tegelijkertijd doet de invloed van de neo-impressionisten en hun kleurenleer zich gelden. Van Gogh heeft hier de pointillistische techniek echter losgelaten en plaatst de complementaire kleuren in grove strepen naast en door elkaar, als een voorloper van het fauvisme. Dit is het duidelijkst zichtbaar in de rok. Hoewel het gezicht minder uitgesproken is geschilderd in roze en groen, spreekt er een wens uit die hij later in Arles onder woorden probeerde te brengen: Ik heb geprobeerd met rood en groen de vreselijke menselijke hartstochten uit te beelden.

## Herkomst
- na de dood van de schilder en zijn broer, komt het schilderij in bezit van Theo's weduwe, Johanna Bonger.
- 1931: in bezit van galerie Paul Rosenberg, Parijs.
- tot 1965: in bezit van barones Eva Gebhard-Gourgaud.
- 1965: nagelaten aan het Louvre.
- 1965: overgebracht naar de Galerie nationale du Jeu de Paume.
- 1986: overgebracht naar het Musée d'Orsay.

## Afbeelding

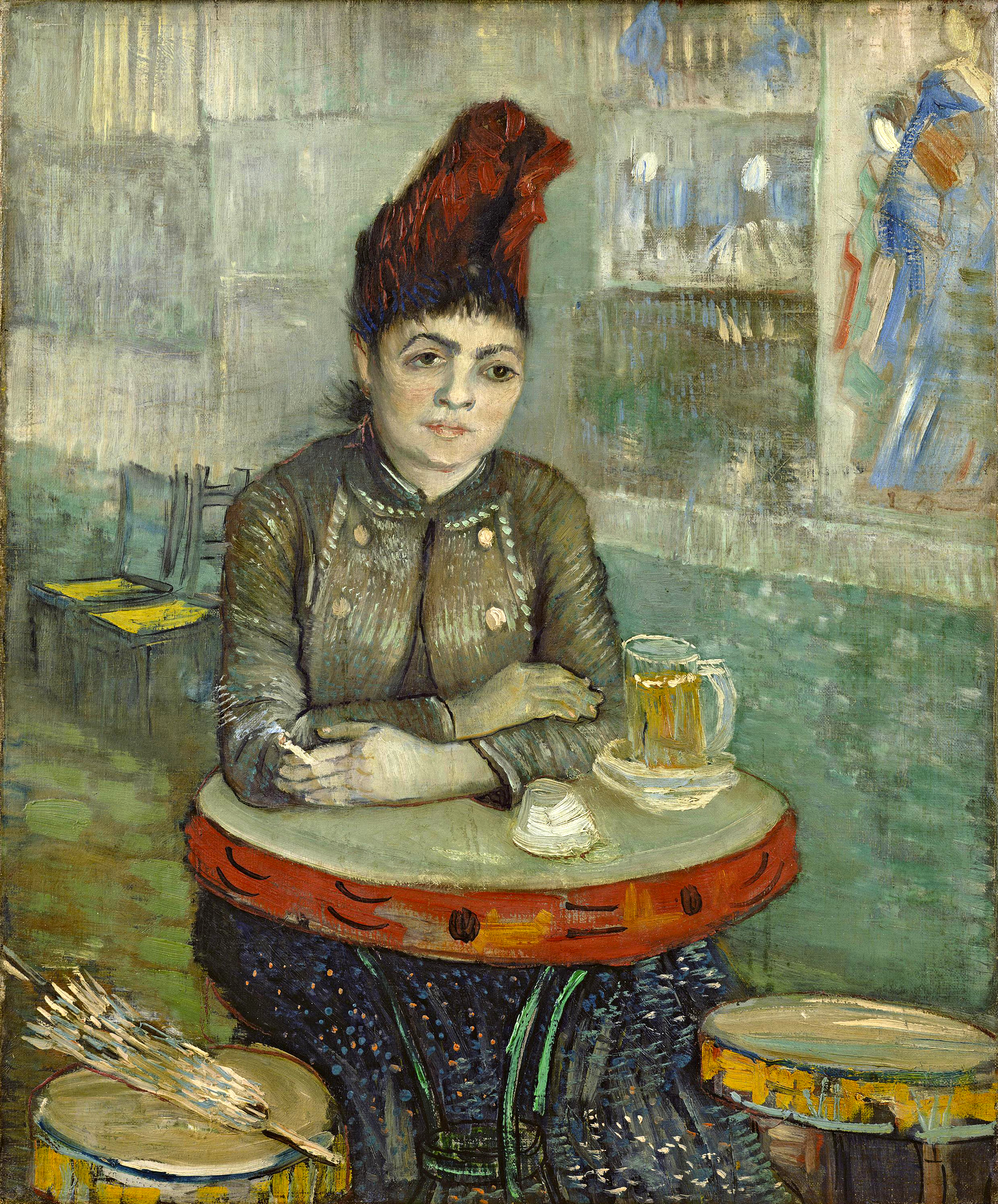
In het café: Agostina Segatori in Le Tambourin